# Tommy Vig

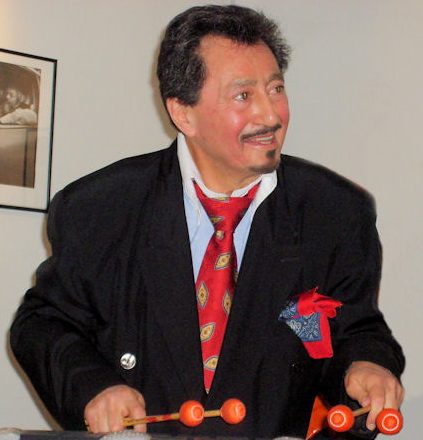
Tommy Vig

Tommy Vig (* 14. Juli 1938 in Budapest, Königreich Ungarn) ist ein ungarischer Musiker des Modern Jazz (Vibraphon, Schlagzeug, Komposition), der fünfzig Jahre in den Vereinigten Staaten wirkte.

## Leben und Wirken
Vig galt als musikalisches Wunderkind und gab schon früh Konzerte mit seinem Vater, dem Klarinettisten György Vig. 1947, mit neun Jahren, war er als Schlagzeuger der Gewinner des MGM-Jazzwettbewerbs in Budapest. In der Folge machte er Aufnahmen in Budapest mit Chappys Mopex Big Band (auf dem ungarischen Mesterhang-Label) und in Wien mit Ernst Landl und dem Hot Club Vienna (auf Elite Special). Er studierte am Bartók-Konservatorium in Budapest. Nach der Niederschlagung des Ungarn-Aufstandes flüchtete er 1956 nach Wien, wo er mit Fatty George und mit Joe Zawinul spielte. Nach seiner Übersiedlung in die Vereinigten Staaten studierte er an der Juilliard School of Music Komposition. Er arbeitete mit Bill Evans, Duke Jordan, Peter Ind und Mat Mathews. 1968 nahm er mit Miles Davis und der Band von Gil Evans am Berkeley Jazz Festival teil. Er ließ sich dann in Las Vegas nieder, wo er mit Frank Sinatra, Sammy Davis junior, Tony Curtis, Diana Ross und den Carpenters auftrat. 1971 sendete der ungarische Rundfunk ein Konzert mit Béla Szakcsi Lakatos, Aladár Pege und Imre Kőszegi, das in den USA auf dem Mortney-Label veröffentlicht wurde.
Dann ging er nach Los Angeles, wo er in den Studios als Musiker und Komponist arbeitete. Er schrieb die Filmmusik zu den Filmen Nightmare Circus und Texas Lightning (1981). Als Perkussionist nahm er an den Aufnahmen zu Quincy Jones Filmmusik zu Roots teil. Auch kooperierte er mit Henry Mancini und Don Ellis. 1984 leitete er während der Olympischen Spiele das Olympic Jazz Festival in Los Angeles. Weiterhin organisierte er das jährliche Las Vegas Caesars Palace Jazz Festival. Mit Lajos Dudas trat er 1986 auf dem Jazzfestival Münster auf (Album Mistral); eine neuerliche Tournee schloss sich 2006 an. Auch nahm er mit dem hr-Jazzensemble und mit Martin Breinschmid auf.
Zehn Jahre lang war er der Vize-Präsident der American Society of Composers, Authors and Publishers. Seit 2006 lebt Vig mit seiner Frau Mia wieder in Ungarn.

## Preise und Auszeichnungen
1994 erhielt er vom staatlichen Rundfunk in Budapest den „ungarischen Grammy“ (eMeRton-Preis). Von der ungarischen Jazzföderation wurde er 2006 mit ihrem ersten Preis für musikalische Arrangements ausgezeichnet. 2011 erhielt er die Gold-Medaille des ungarischen Präsidenten.

## Werke

### Diskographische Hinweise
- The Tommy Vig Orchestra 2012 Featuring David Murray – Klasszikus Jazz Records (2011)
- ÜssDob – Tom-Tom Records (2008)
- Now and Then – Pannon Jazz (1947–2003)
- Tommy Vig 1978 – Dobre Records #1015 (1978)
- Somebody Loves Me – Dobre Records #1005 (1976)
- Tommy Vig in Budapest – Mortney Records #71425 (1972)
- Just for the Record – Private Pressing (1971)
- The Sound of the Seventies – Milestone Records #9007 (1968)
- Encounter with Time aka Space Race – Discovery Records #70925 DS-780 (1967)
- The Tommy Vig Orchestra – Take V Records (1964)[4]

### Kompositionen (Auswahl)
- Concerto for Clarinet, Vibraharp and Orchestra
- Concerto for Vibraharp and Orchestra
- Concerto for Timpani and Orchestra
- Concerto for Tenor Saxophone and Orchestra
- Four Pieces for Neophonic Orchestra
- Collage for Four Clarinetists
- A Clarinetist and a Harpist
- Budapest 1956 (Concerto für Jazzschlagzeug und Orchester)

### Kompositionen für Film und Fernsehen
- 1983: Sweet Sixteen
- 1982: They Call Me Bruce?
- 1982: The Kid with the Broken Halo (TV-Film)
- 1981: Texas Lightning
- 1981: Ruckus
- 1979: Starsky & Hutch (Fernsehserie)[5]
- 1975–1976: Doctors’ Hospital (Fernsehserie)
- 1975: Forced Entry
- 1974: Nightmare Circus (oder The Barn of the Naked Dead or Terror Circus)
- 1970–1980: This Is the Life (Fernsehserie)

## Lexikalische Einträge
- Carlo Bohländer, Karl Heinz Holler: Reclams Jazzführer (= Reclams Universalbibliothek. Nr. 10185/10196). Reclam, Stuttgart 1970, ISBN 3-15-010185-9.
- Leonard Feather, Ira Gitler: The Biographical Encyclopedia of Jazz. Oxford University Press, New York 1999, ISBN 0-19-532000-X.